# Ozer Finkelsztajn
Ozer Finkelsztajn (lit. Ozer Finkelštein, Ozeris Finkelšteinas; ur. 23 września 1863 w Kownie, zm. 28 września 1932) – litewski działacz społeczny i polityk żydowskiego pochodzenia, poseł do Sejmu Ustawodawczego (1920–1922) oraz Sejmu II i III kadencji (1923–1927).

## Życiorys
Ukończył studia prawnicze, praktykował jako adwokat. W 1920 został wybrany wiceprzewodniczącym Litewskiej Rady Adwokackiej. Od 1920 do 1922 sprawował mandat posła na Sejm Ustawodawczy. W 1923 wybrany do Sejmu II kadencji z okręgu Poniewież z ramienia fołkistów. W 1926 uzyskał reelekcję kandydując z poparciem bloku demokratycznego w okręgu Uciana.